# کمون نوئوا
کمون نوئوا (به ایتالیایی: Comun Nuovo) یک کومونه در ایتالیا است که در استان برگامو واقع شده‌است. کمون نوئوا ۶٫۳۶ کیلومتر مربع مساحت و ۴٬۱۴۴ نفر جمعیت دارد و ۱۸۸ متر بالاتر از سطح دریا واقع شده‌است.